# Bernád
Bernád (románul: Bernadea, németül: Bernhardsdorf) falu Maros megyében, Erdélyben. Közigazgatásilag Bonyha községhez tartozik.

## Fekvése
A Kis-Küküllő völgyében fekszik, Dicsőszentmártontól 16 km-re keletre.